# Atletica leggera ai Giochi della V Olimpiade - 5000 metri piani

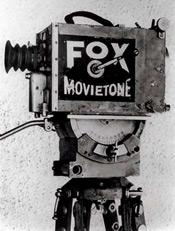
video della finale (durata: 43")

La competizione dei 5000 metri piani di atletica leggera ai Giochi della V Olimpiade si tenne i giorni 9 e 10 luglio 1912 allo Stadio Olimpico di Stoccolma.

## L'eccellenza mondiale
| Record olimpico | La specialità è presente per la prima volta ai Giochi. |

| Primatista mondiale stagionale | 15'06”4 | Louis Scott | Presente |

## La gara
La migliore prestazione nelle batterie è di Jean Bouin (Fra) con 15'05"0. È il primo record olimpico della specialità.
In finale Hannes Kolehmainen e Bouin, nettamente superiori agli altri, fanno gara a sé. Dopo un testa a testa che tiene avvinti gli spettatori fino all'ultimo metro, vince il finlandese di stretta misura. I due realizzano una prestazione stratosferica: migliorano entrambi il fresco record olimpico di quasi 30 secondi!

## Risultati

### Turni eliminatori
| 5 Batterie | 9 luglio  | 31 iscritti    | Si qualificano i primi 3. |
| Finale     | 10 luglio | 15 concorrenti |                           |

### Batterie
| Pos. | Atleta            | Nazione     | Tempo   |
| ---- | ----------------- | ----------- | ------- |
| 1    | George Bonhag     | Stati Uniti | 15'22"6 |
| 2    | Alex Decouteau    | Canada      | 15'24"2 |
| 3    | Frederick Hibbins | Regno Unito | 15'27"6 |
| 4    | George Hill       | Australasia | 15'56"8 |
| -    | Klas Lundström    | Svezia      | Rit.    |

| Pos. | Atleta           | Nazione     | Tempo   |
| ---- | ---------------- | ----------- | ------- |
| 1    | Louis Scott      | Stati Uniti | 15'23"5 |
| 2    | Joe Keeper       | Canada      | 15'28"9 |
| 3    | George Hutson    | Regno Unito | 15'29"0 |
| 4    | Bror Modigh      | Svezia      | 16'07"1 |
| -    | Martin Persson   | Svezia      | Rit.    |
| -    | Charles Ruffell  | Regno Unito | Rit.    |
| -    | Eddie Fitzgerald | Stati Uniti | Rit.    |

| Pos. | Atleta           | Nazione     | Tempo   |
| ---- | ---------------- | ----------- | ------- |
| 1    | Mauritz Carlsson | Svezia      | 15'34"6 |
| 2    | Ernest Glover    | Regno Unito | 16'09"1 |
| 3    | Cyril Porter     | Regno Unito | 16'23"4 |
| 4    | Mikhail Nikolsky | Russia      | 17'21"7 |
| -    | Garnett Wikoff   | Stati Uniti | Rit.    |
| -    | Aarne Lindholm   | Finlandia   | Rit.    |

| Pos. | Atleta             | Nazione     | Tempo   |
| ---- | ------------------ | ----------- | ------- |
| 1    | Hannes Kolehmainen | Finlandia   | 15'38"9 |
| 2    | Henrik Nordström   | Svezia      | 15'49"1 |
| 3    | Tell Berna         | Stati Uniti | 15'53"3 |
| 4    | George Lee         | Regno Unito | ND      |
| -    | Gregor Vietz       | Germania    | Rit.    |

| Pos. | Atleta           | Nazione     | Tempo   |
| ---- | ---------------- | ----------- | ------- |
| 1    | Jean Bouin       | Francia     | 15'05"0 |
| 2    | Thorild Olsson   | Svezia      | 15'25"2 |
| 3    | Viljam Johansson | Finlandia   | 15'31"4 |
| -    | Alfonso Orlando  | Italia      | Rit.    |
| -    | Alfonso Sánchez  | Cile        | Rit.    |
| -    | Arthur Treble    | Regno Unito | Rit.    |
| -    | Gaston Heuet     | Francia     | Rit.    |
| -    | Wallace McCurdy  | Stati Uniti | Rit.    |

### Finale
Sono ufficializzati i tempi dei primi tre classificati.
| Pos.    | Atleta             | Età | Nazione     | Tempo ufficiale | Tempo ufficioso |
| ------- | ------------------ | --- | ----------- | --------------- | --------------- |
| Oro     | Hannes Kolehmainen | 23  | Finlandia   | 14'36"6         |                 |
| Argento | Jean Bouin         | 24  | Francia     | 14'36"7         |                 |
| Bronzo  | George Hutson      |     | Regno Unito | 15'07"6         |                 |
| 4       | George Bonhag      | 30  | Stati Uniti |                 | 15'09"8         |
| 5       | Tell Berna         | 21  | Stati Uniti |                 | 15'10"0         |
| 6       | Alex Decouteau     |     | Canada      |                 | ND              |
| 7       | Mauritz Carlsson   |     | Svezia      |                 | 15'18"6         |
| -       | Louis Scott        |     | Stati Uniti |                 | ND              |
| -       | Joe Keeper         |     | Canada      |                 | ND              |
| -       | Frederick Hibbins  |     | Regno Unito |                 | ND              |
| -       | Cyril Porter       |     | Regno Unito |                 | ND              |
| -       | Ernest Glover      |     | Regno Unito |                 | ND              |
| -       | Henrik Nordström   |     | Svezia      |                 | ND              |
| -       | Thorild Olsson     |     | Svezia      |                 | ND              |
| -       | Viljam Johansson   |     | Finlandia   |                 | ND              |

Il tempo del finlandese sarà riconosciuto nel 1913 dalla neonata IAAF come primo record del mondo ufficiale della specialità.
Kolehmainen vince nella stessa Olimpiade tre ori individuali nel mezzofondo, un record solamente eguagliato da Paavo Nurmi nel 1924 ed Emil Zátopek nel 1952.
Sia Bouin che il terzo classificato Hutson cadranno in guerra nel 1914.